# Grzegorz I
Grzegorz I, zwany: Wielki, Dialog lub Dwojesłow, łac. Gregorius Magnus, cs. Swiatitiel Grigorij Dwojesłow, papa Rimskij (ur. ok. 540 w Rzymie, zm. 12 marca 604 tamże) – z pochodzenia rzymianin, 64. papież (od 3 września 590 do śmierci), pierwszy mnich (benedyktyn) będący papieżem, ojciec i święty Kościoła katolickiego oraz prawosławnego (jako Grzegorz Dialogos). Zaliczony przez papieża Bonifacego VIII do grona czterech doktorów Kościoła, reformator Kościoła.

## Życiorys

### Życie świeckie
Grzegorz pochodził z rodziny patrycjuszy. Jego pradziadkiem w linii prostej był papież Feliks III (483–492), zaś dalszym krewnym papież Agapit I (535–536). Był spokrewniony z senatorskim rodem Anicjuszów. Był synem Świętej Sylwii i Gordiana Anicjusza.
W czasie dzieciństwa Grzegorza cesarstwo zachodniorzymskie już nie istniało. Rzym przechodził z rąk do rąk oblegany przez Ostrogotów. Prawdopodobne jest, że w czasie oblężeń Rzymu dokonywanych przez Totilę, (we wczesnym dzieciństwie Grzegorza) jego zamożni rodzice ewakuowali się z miasta.
Grzegorz otrzymał staranne wykształcenie. Znał łacinę i jej gramatykę oraz retorykę. Umiał komunikować się w języku greckim, ale nie znał zasad jego pisowni, posiadł też wiedzę z zakresu prawa.
Około 575 roku objął stanowisko prefekta Rzymu.

### Mnich
Oboje rodzice Grzegorza, jak wielu członków ich rodziny, byli zaangażowanymi chrześcijanami. Jego matka – Święta Sylwia – została kanonizowana. Trzy siostry jego ojca były zakonnicami, a dwie z nich: Tarzylla i Emiliana zostały kanonizowane. Zachowane źródła pozwalają stwierdzić, że Grzegorz miał brata. Jego imię nie jest znane.
W dniu śmierci swojego ojca, w 575 wycofał się z funkcji publicznych i wstąpił do klasztoru Świętego Benedykta. Rodzinną willę znajdującą się w centrum miasta i majątek, który odziedziczył, przeznaczył na fundację nowych klasztorów oraz na cele charytatywne. Ufundował sześć klasztorów na Sycylii i jeden w Rzymie. W tym okresie Grzegorz podupadł na zdrowiu.
W 579 przyjął święcenia diakonatu. W dwa lata później papież Pelagiusz II uczynił go swym posłem na cesarskim dworze w Konstantynopolu, gdzie przebywał do 586. Po powrocie do Rzymu zamieszkał ponownie w klasztorze.

### Papież
Po śmierci Pelagiusza II (7 lutego 590) z powodu epidemii dżumy panującej w Rzymie wybrano Grzegorza, przez aklamację, na papieża. Mimo początkowej niechęci 3 września tego samego roku przyjął sakrę.

## Pontyfikat

### Tło pontyfikatu
Gdy Grzegorz obejmował katedrę Rzymu, znaczenie Kościoła łacińskiego i biskupa rzymskiego malało na rzecz patriarchatu konstantynopolskiego. Związane było to ściśle z uwarunkowaniami politycznymi. Po upadku Cesarstwa Zachodniego Bizancjum rosło w siłę.
Nasilały się próby ingerencji władzy świeckiej Cesarstwa w wewnętrzne sprawy Kościoła. W tym samym czasie Rzym stał się celem inwazji Longobardów. Rosnące w potęgę państwo Franków próbowało kontrolować struktury Kościoła, wpływowe rodziny galijskie przejmowały urzędy kościelne. Kościół w Hiszpanii próbował uzyskać autonomię, a chrześcijaństwo na Wyspach Brytyjskich zanikało.

### Primus inter pares
Będąc pod wpływem reguły zakonnej Benedykta z Nursji (Grzegorz był pierwszym papieżem zakonnikiem), w której obowiązywało bezwzględne posłuszeństwo, miał wyobrażenie o Kościele jako instytucji scentralizowanej i hierarchicznej. Przywrócenie ładu organizacyjnego było więc jednym z podstawowych celów Grzegorza.
Przez sojusz dyplomatyczny z Merowingami i poprzez pertraktacje pokojowe z Longobardami uzyskał spokój na Półwyspie Apenińskim i chroniąc miasto przed kolejnymi oblężeniami, znacznie umocnił swój prestiż wśród Rzymian.
Przyczynkiem do dialogu z Konstantynopolem było ogłoszenie się przez Jana Postnika patriarchą ekumenicznym. To zdarzenie wzbudziło stanowczy sprzeciw Grzegorza, ponieważ nie dość, że godziło w pierwszeństwo patriarchatu rzymskiego, to było sprzeczne już z samą koncepcją pentarchii. Dyplomatyczne zabiegi Grzegorza pozwoliły złagodzić konflikt, choć i tak jego celem było dążenie do uznania prymatu papieża nad pozostałymi patriarchatami. Różnica zdań pomiędzy patriarchami wschodu i zachodu nie przybrała formy konfliktu, lecz była dialogiem doktrynalnym. Z tego to powodu tradycja Kościołów wschodnich nadaje do dziś Grzegorzowi przydomek Dialog.
Po zamordowaniu przez Fokasa cesarza bizantyjskiego Marycjusza i jego synów oraz koronacji Fokasa, w maju 603 wysłał list gratulacyjny nowemu cesarzowi: Wierzymy, że wiele radości ogarnie wkrótce nas, którzy cieszymy się, że zacna Łaskawość Wasza doszła do szczytu cesarskiej władzy [...] z dobrotliwych waszych czynów cieszy się ludność całej rzeczypospolitej, dotychczas ciężko nękana. Listem tym rozpoczął naprawę stosunków z Konstantynopolem, dzięki czemu Fokas uznał, że biskup Rzymu jest głową wszystkich kościołów.
We wnętrzu Kościoła łacińskiego przywrócił karność wśród duchowieństwa i odbudował struktury organizacyjne. Był przeciwnikiem nepotyzmu i symonii, a także zwolennikiem celibatu, który w ówczesnych czasach nie był obligatoryjny. Stał na straży niezależności Kościoła od władz świeckich. Podzielił symonię na kilka rodzajów: munus a manu - środki pieniężne albo prezenty, munus ab absequio - przysługi oraz przyrzeczenie, munus a lingua - wstawiennictwo.

### Misje
Grzegorz był zdania, że stagnacja i bezczynność ze strony duchowieństwa mogą doprowadzić do wyparcia chrześcijaństwa z terenów, które dopiero je przyjęły. Ratunek widział w intensywnym prowadzeniu misji. Głównymi celami misji mieli być: Anglosasi, Galowie, Longobardowie i Wizygoci iberyjscy. Pomysł papieża był niezwykle nowatorski, ponieważ do tej pory Kościół zajmował się tylko umacnianiem struktur, a inicjatywę w szerzeniu wiary pozostawiał władcom bądź gorliwcom. Właśnie od czasów Grzegorza I Stolica Apostolska przejęła przewodnictwo w kwestii misyjnej.
Już w 596 wysłał do Brytanii Augustyna z Canterbury, który ochrzcił Bretwalda Aethelberta I z Kentu. Wykupywał jeńców anglosaskich, a w 601 ustanowił Augustyna arcybiskupem Canterbury.
Do pracy misyjnej przeznaczył przede wszystkim benedyktynów. Zaangażował się w utrwalanie struktur zakonnych na terenach misyjnych, co przyniosło spodziewany długofalowy efekt.

### Liturgia

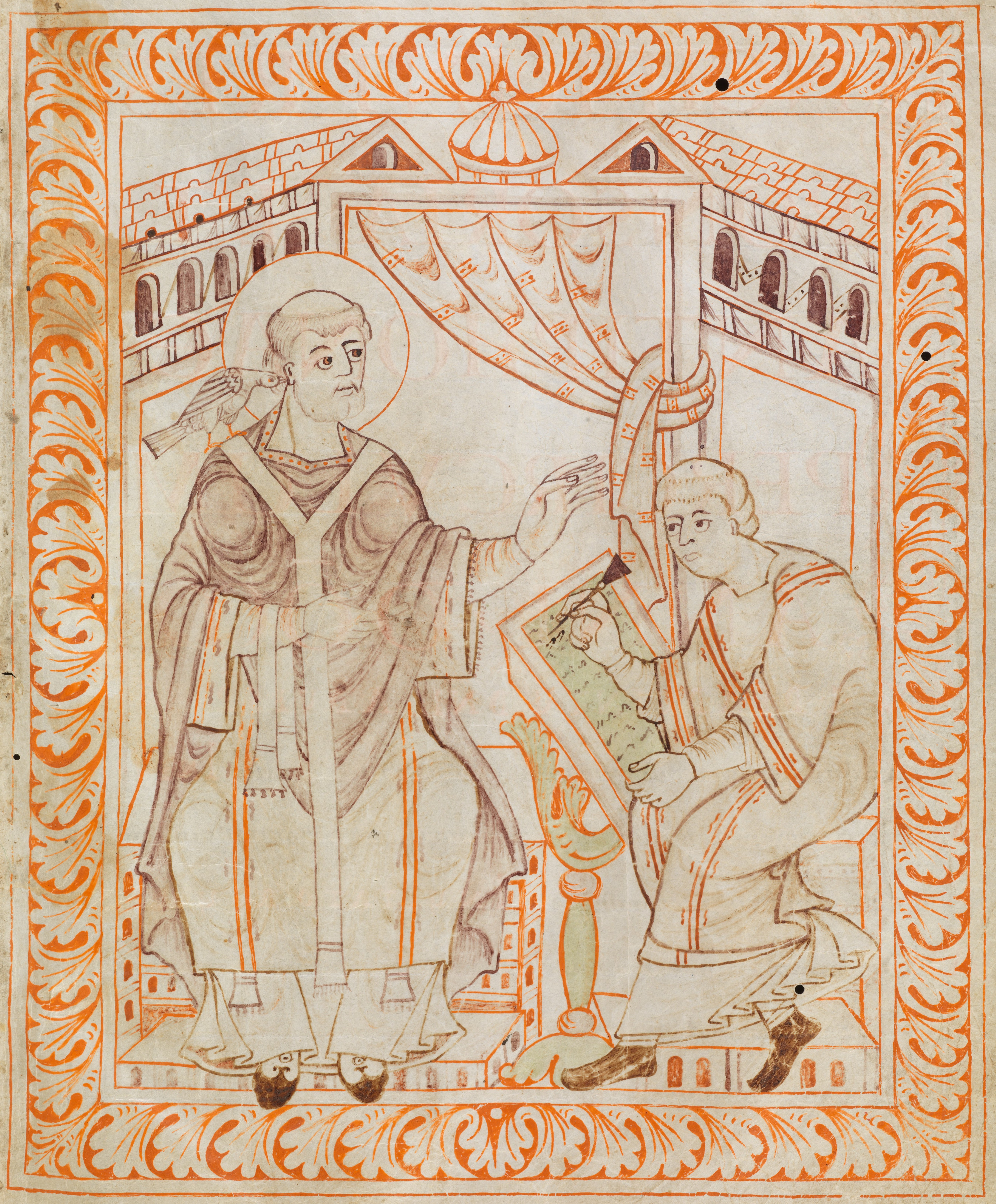
Grzegorz Wielki dyktujący Chorał – strona Antiphonarius ze St. Gallen

Imię papieża Grzegorza I zostało utrwalone w historii muzyki i liturgii, ponieważ przypisano mu uporządkowanie i usystematyzowanie śpiewu liturgicznego, znanego później jako chorał gregoriański. Według tradycji podczas swego pontyfikatu Grzegorz zebrał i usystematyzował istniejące już w obiegu liturgicznym melodie chorałowe. Wszystkie melodie zebrane przez Grzegorza Wielkiego zyskały nazwę Antiphonarius (Antyfonarz). Oryginał antyfonarza zaginął już w średniowieczu – w X wieku. Zachowały się jego ręczne odpisy. Najstarsza kopia pochodzi z klasztoru benedyktyńskiego w St. Gallen. Według najnowszych badań chorał nabrał swego kształtu znacznie później, za pontyfikatu Grzegorza II, brak więc uzasadnienia dla przypisywania Grzegorzowi I autorstwa śpiewu i muzyki nazywanej gregoriańską.
Skodyfikował również ostatecznie Kanon rzymski i wprowadził między innymi do liturgii mszy odmawianie modlitwy Ojcze nasz zaraz po kanonie eucharystycznym. Od czasów Grzegorza do 1962 r. Kanon rzymski nie był już modyfikowany i uznawany jest za najbogatszą w formę modlitwę eucharystyczną Kościoła zachodniego
W roku 600, mimo że nie była powszechnie znana, wprowadził łacinę jako jedyny język liturgii Kościoła zachodniego.
Grzegorz I uważany jest za twórcę stosowanej do dziś w Kościołach wschodnich Liturgii Uprzednio Poświęconych Darów. Obrzęd ten pochodzi jednak z rytów wschodnich i znany był już w czasach Grzegorza. Najprawdopodobniej jednak Grzegorz był ostatnim redaktorem tej modlitwy.

### Servus servorum Dei
Zamiast przysługujących tytułów jako papież podpisywał się Servus servorum Dei (łac. Sługa sług Bożych). Tytuł ten jest do dziś używany przez papieży. Tytuł ten odzwierciedlał charakter społecznego aspektu jego pontyfikatu. Grzegorz I podejmował działania mające na celu ulżenie losowi ubogich i potrzebujących. Jego pomoc wyrażała się zarówno w działaniach długofalowych, poprzez usprawnienie administracji dobrami kościelnymi, a następnie przeznaczanie ich części na określony cel charytatywny, dotyczący dużych grup potrzebujących: uchodźców wojennych, ofiar najazdów, głodu, a także przytułków dla sierot i ludzi w podeszłym wieku. Grzegorz I znajdował sposoby zaspokajania pojedynczych przypadków potrzebujących pomocy i wsparcia reagując na imienne prośby i szukając nowych przypadków, w których potrzebna była jego interwencja – materialna bądź duchowa. Dawało to ludności zamieszkującej tereny jego jurysdykcji poczucie bezpieczeństwa i zewnętrznej opieki. Tworzyło obraz sprawiedliwego, miłosiernego człowieka, a także instytucji, nieobojętnej na losy jednostki i która ingerowała w przypadkach niesprawiedliwości, dając wzór chrześcijańskiego życia.

### Poglądy teologiczne
Grzegorz pomimo tego, że miał wyraźnie sprecyzowane poglądy eklezjalne dotyczące prymatu papieża, karności i organizacji kleru oraz jako człowiek dobroduszny miał ogromne poparcie wśród zwykłych chrześcijan, nie należał jednak do wybitnych teologów. Znanym jest np. fakt, że Grzegorz błędnie utożsamiał biblijną Marię Magdalenę z cudzołożnicą, którą Jezus uratował przed egzekucją. Chociaż nauczanie to nigdy nie miało charakteru wypowiedzi ex cathedra, było w późniejszym okresie często powielane.
Do najważniejszych wypowiedzi dogmatycznych Grzegorza należy poparcie, jakiego udzielił w 600 roku patriarsze aleksandryjskiemu Eulogiuszowi w jego sporze z agnoitami. Eulogiusz napisał Traktat przeciw agnoitom, który Grzegorz w oficjalnym liście poparł i uznał za naukę Kościoła. Traktat dotyczył wszechwiedzy Jezusa w odniesieniu do jego natury.
Kolejnym problemem dogmatycznym, którym zajmował się Grzegorz, była kwestia wiary w zmartwychwstanie ciał. W swojej polemice z patriarchą Konstantynopola Eutychiuszem udowadniał, że wiara w zmartwychwstanie ciał jest właściwa chrześcijaństwu. W spór zaangażował się nawet cesarz Tyberiusz II Konstantyn. Ostatecznie patriarcha Konstantynopola przyznał rację Grzegorzowi.
Grzegorz I podzielał naukę o ogniu oczyszczającym czyli czyśćcu jako stanie duszy, w którym zmarli nie zasługujący na potępienie oczekują zbawienia. Doktryna ta została przyjęta przez Kościół. W czasie reformacji potwierdził ją Sobór trydencki i jest obowiązująca w katolicyzmie do czasów obecnych.
Rozwijał również naukę Ewagriusza z Pontu, a później Jana Kasjana o grzechach głównych.

## Dzieła

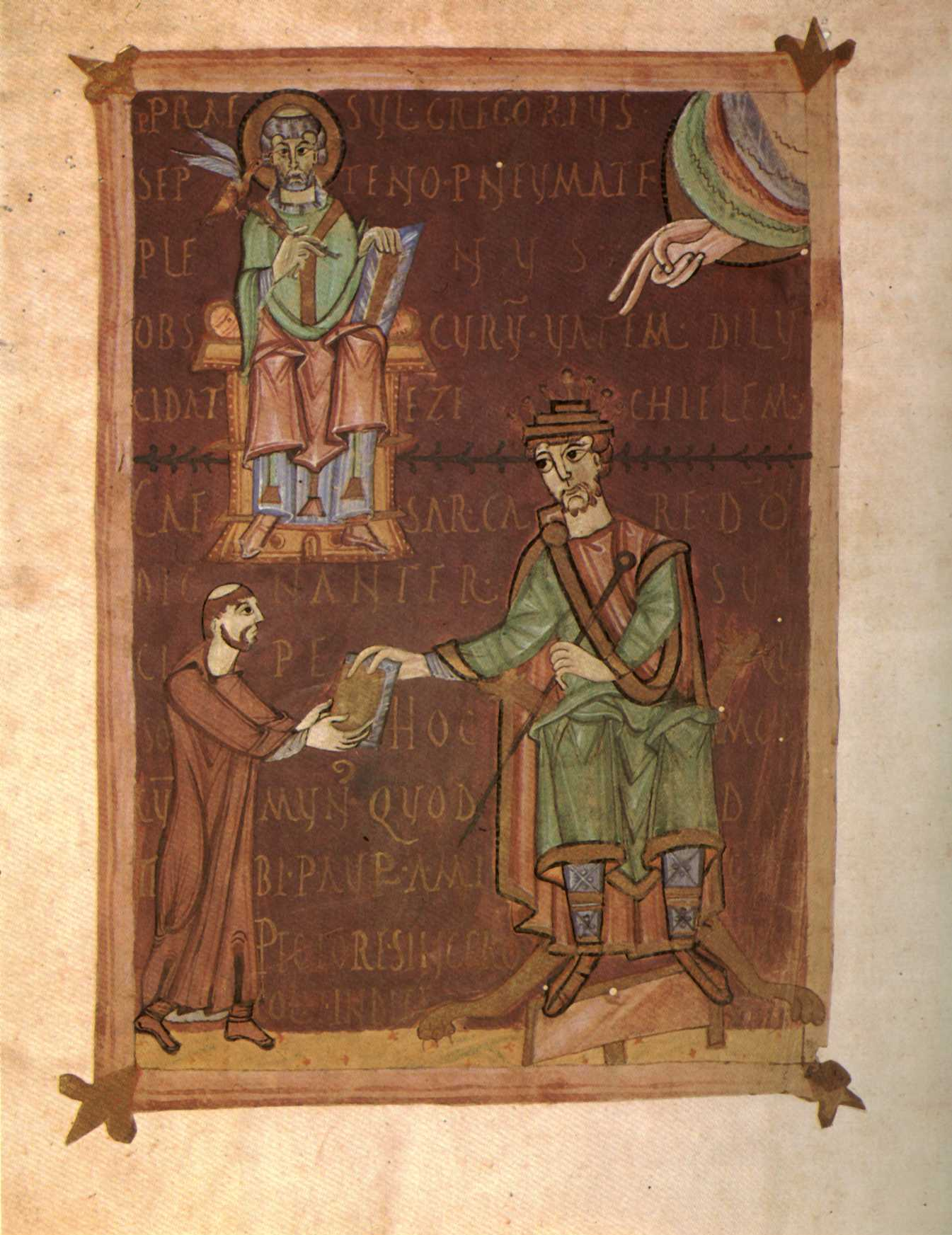
Ilustracja rękopisu Moraliów z XI w. z Bambergu

Grzegorz był bardzo płodnym pisarzem i wywarł olbrzymi wpływ na kształtowanie się myśli chrześcijańskiej w zakresie duchowości i kościelnego prawodawstwa. Nie pisał jednak obszernych traktatów, lecz wypowiadał się w formach krótkich, głównie w epistolarnych i w kazaniach. Niektóre ze znanych pism Grzegorza:
- Moralia in Job – główne dzieło, 35 tomów komentarza do Księgi Hioba
- Regula Pastoralis (Księga reguły pasterskiej) – traktat dotyczący obowiązków duchowieństwa
- Antiphonarius – chorał
- Homilie (kazania) – pozostało: 40 dotyczących Ewangelii, 22 dotyczące Księgi Ezechiela i dwa o Pieśni nad Pieśniami.
- listy – pozostało ich 854, głównie jako kopie.
- Dialogi – historie łacińskich ojców Kościoła, głównie Benedykta z Nursji (cztery księgi), co do autorstwa których prowadzone są dyskusje[7]

## Znaczenie
W swoich dziełach Grzegorz I wypracował spójną doktrynę moralną wraz z dogmatyką.
W teologii moralnej i ascetycznej był niedyskutowanym autorytetem przez całe średniowiecze. Jego wpływ wzrósł wraz z Bedą czcigodnym i Alkuinem. Jest widoczny w teologii Bonawentury, Tomasza z Akwinu, Jana Gersona, a także mistyków hiszpańskich i niemieckich. Na stałe do teologii Kościoła łacińskiego weszło jego nauczanie na temat ważności chrztu i święceń wśród heretyków, nierozerwalności małżeństwa, kultu aniołów i relikwii, darów Ducha Świętego i czyśćca.
Był jednym z głównych pośredników recepcji doktryny augustyńskiej w średniowieczu. Jego nauczanie jednak bardziej skupiało się na tematach ascetyki i moralności, niż na spekulacjach teoretycznych właściwych Augustynowi (354-430 r.). Miało też charakter bardziej systematyczny. Jego nauczanie na temat sakramentów cechuje mniejsza wrażliwość na Bożą nieprzewidywalność. Od biskupa Hippony przejął przekonanie o centralnym miejscu  Ofiary eucharystycznej i  Kościoła jako Ciała Chrystusa. Faktycznie, Grzegorz zaadaptował augustyńskie nauczanie do epoki, w której Kościół i sakramenty znajdowały się już w centrum życia społeczeństwa. Systematyzując i przekształcając myśl Augustyna sprawił, że nauczanie o komplementarności i współzależności elementów ludzkich i boskich, cielesnych i duchowych, zewnętrznych i wewnętrznych stało się łatwiej zrozumiałe.

## Legendy
Po wyborze na papieża Grzegorz ujrzał nad mauzoleum Hadriana anioła, który chowając miecz, dał znak końca zarazy, którą interpretowano jako gniew Boży. Od tego zdarzenia mauzoleum nosi nazwę Zamku Świętego Anioła.
Znana jest legenda mająca formę anegdoty. Jej autorstwo przypisywane jest Czcigodnemu Bedzie, który zawarł ją w Historia ecclesiastica gentis Anglorum.
Głosi ona, że dążenie Grzegorza do chrystianizacji Anglii było związane z przeżyciem, jakie miał jeszcze przed rozpoczęciem swojego pontyfikatu. Ujrzał pewnego dnia niewolników na targu i zapytał jednego z nich, skąd są. Ten odpowiedział, że z Brytanii. Na wieść, że lud ten jest nieschrystianizowany, przeraził się. Zadał mu następnie pytanie – kim są, a słysząc odpowiedź Anglowie był przekonany, że słyszy aniołowie. Na pytanie o dokładną lokalizację kraju, usłyszał Deira, co zrozumiał jako De ira (wybawieni od gniewu Bożego). Na pytanie, jak nazywa się władca prowincji, usłyszał Aella (pierwszy władca Deiry od około 506 roku), zrozumiał jednak to jako: Alleluja. Po spotkaniu postanowił przeprowadzić misje w tym kraju.

## Śmierć i kanonizacja
Papież pod koniec życia podupadł na zdrowiu i cierpiał na podagrę; zmarł 12 marca 604 roku. Niedługo po śmierci został ogłoszony świętym przez aklamację Rzymian Santo subito, wśród których cieszył się popularnością.
W 1298 roku został ogłoszony przez papieża Bonifacego VIII doktorem Kościoła.

## Kult

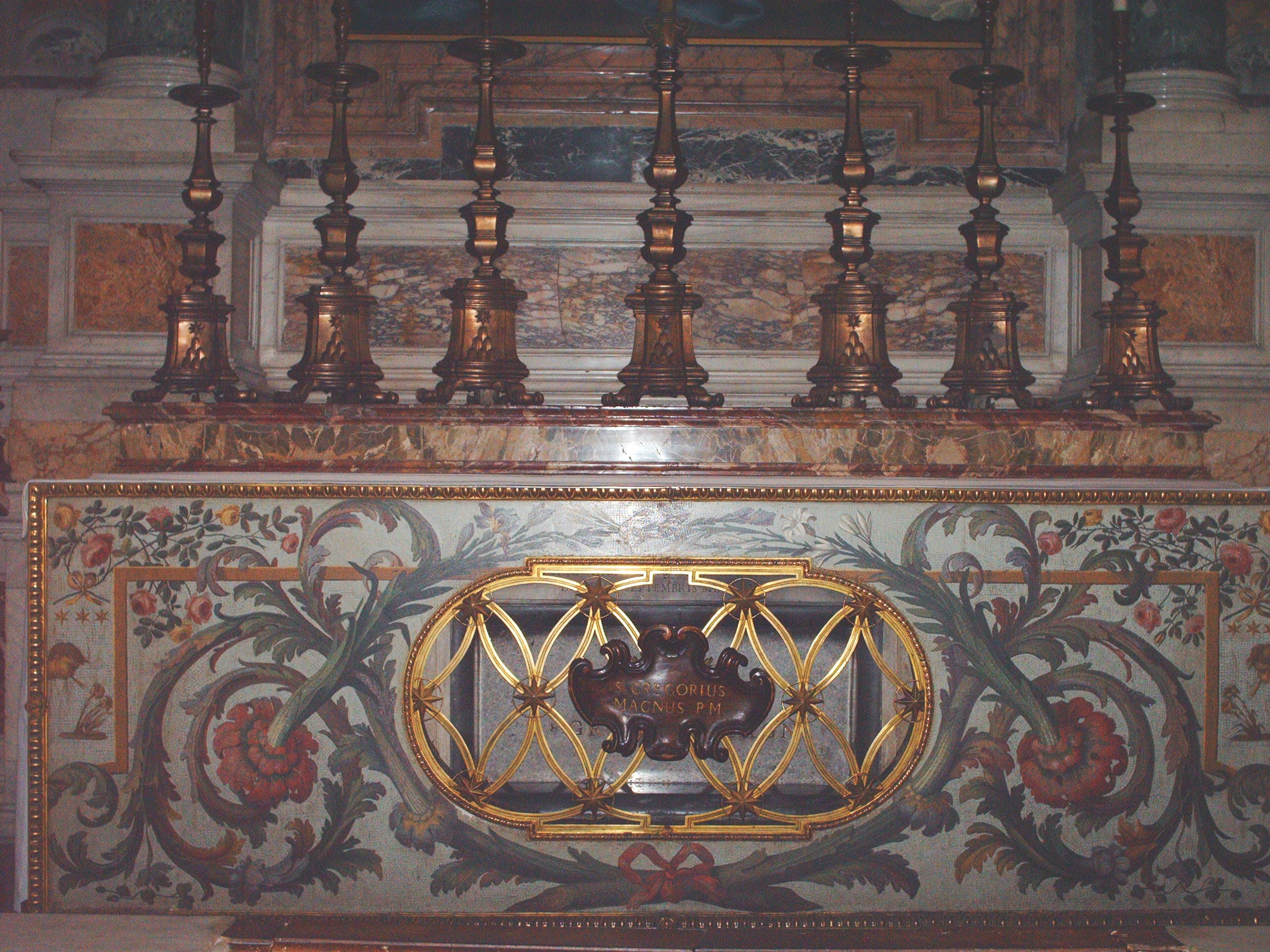
Grób Grzegorza Wielkiego w bazylice watykańskiej

### Relikwie
Grzegorz pochowany został na wzgórzu watykańskim. Jego grób, który znajduje się w watykańskiej bazylice św. Piotra, ozdabia inskrypcja w której nazwany jest Konsulem Boga (Consul Dei).

### Patronat
Ze względu na swój osobisty stosunek do chrystianizacji Wysp Brytyjskich św. Grzegorz jest patronem Anglii.
Poza tym jako doktor Kościoła patronuje uczniom, studentom i nauczycielom.
Jako twórca chorału patronuje chórom szkolnym, muzykom i piosenkarzom.

### Dzień obchodów
- 12 marca (dzienna rocznica śmierci) – Kościół Ewangelicko-Luterański w Ameryce, Kościół Episkopalny w Stanach Zjednoczonych, Reformowany Kościół Katolicki w Polsce
- 12/25 marca[a][26], tj. 25 marca według kalendarza gregoriańskiego – Kościoły wschodnie, Cerkiew prawosławna
- 3 września (wybór na papieża) – Kościół katolicki, Kościół anglikański. W katolickich diecezjach polskich obchody mają formę wspomnienia obowiązkowego.

### Ikonografia
W ikonografii Grzegorz przedstawiany najczęściej jest jako starzec w szatach pontyfikalnych z jednym z któryś atrybutów.
W tradycji zachodniej przedstawiany jest w papieskim stroju liturgicznym i tiarze.  Na niektórych wyobrażeniach widzimy go podczas pisania dzieła. Nad księgą lub jego głową unosi się gołębica symbolizująca Ducha Świętego.
Jego atrybutami są: anioł, trzy krwawiące hostie, krzyż pontyfikalny, model kościoła, otwarta księga, parasol – jako oznaka papiestwa, zwinięty zwój.
Najczęściej spotykana kompozycja przedstawia Grzegorza piszącego, nad którym unosi się gołąb.